# Аугустинавичюте, Аушра
А́ушра Аугустинавичю́те (лит. Aušra Augustinavičiūtė; 4 апреля 1928, Каунасское районное управление, Каунасский уезд, Литва — 19 августа 2005, Вильнюс, Литва) — советский литовский экономист, основоположница соционики — псевдонаучной концепции типов личности и взаимоотношений между ними, основанной на типологии известного швейцарского психолога К. Г. Юнга и теории информационного метаболизма А. Кемпинского.

## Биография
Аушра Аугустинавичюте родилась 4 апреля 1928 года недалеко от Каунаса в семье книгоиздателя. Встречаются разночтения, что она родилась в 1927 году, но 1928 год взят со свидетельств Сауле Лесауските, которая ухаживала за Аушрой в последние годы: «Аушры Аугустинавичюте сестра Гедре имеет документы, что её сестра родилась в 1928 году». Значит, сестра Гедре имела метрики, потому что вступила в наследство за неимением детей у Аушры; а в посмертном издании её книг стоял неправильный год, на который ошибочно ссылаются.
В собственной книге А. Аугустинавичуте утверждала, что с 1948 по 1953 года обучалась на экономическом факультете Вильнюсского государственного университета по специальности финансов. Получила диплом с отличием, присвоивший ей квалификации экономиста.
После окончания университета[какого?] работала в Министерстве финансов Литовской ССР, преподавала политэкономию в учебных заведениях Вильнюса.
В 1968 году была деканом факультета семейных исследований Вильнюсского университета.

## Исследования
В 1960-х годах Аугустинавичюте, по её словам,[значимость факта?] одной из первых в Советском Союзе стала изучать социологию и фактически стала одним из первых советских социологов. Также она утверждала, что помимо социологии занималась проблемами семейных отношений и сексологией.
{{подст:нет в источнике2|В конце 60-х — начале 70-х годов познакомилась с типологией Юнга, теорией психоанализа Зигмунда Фрейда и теорией информационного метаболизма Антона Кемпинского}}, на основе которых вместе с единомышленниками разработала теорию соционики. Сама Аугустинавичюте датой рождения соционики называла 1968 год, в котором она, по её утверждению, поняла, как можно расширить концепцию Юнга и построить 8-компонентную модель психики (модель А). Позднее, в середине 1980-х годов, прочитав переведённую на русский язык книгу Б. Шнейдермана «Психология программирования: Человеческие факторы в вычислительных и информационных системах» (Шнейдерман Б. Психология программирования: Человеческие факторы в вычислительных и информационных системах. Пер. с англ. — М.: Радио и связь, 1984.), узнала о существовании типологии Майерс — Бриггс и написала комментарий к тесту Майерс — Бриггс, обратив внимание на необходимость создания соционических тестов для диагностики типа информационного метаболизма.
В 1978 году написала статью «Теория относительности эротических чувств» и выпустила в самиздате первую версию книги «Дуальная природа человека» — это были первые сочинения по соционике.
В 1980 году опубликовала в журнале «Mokslas ir technika» статью о модели информационного метаболизма (Модель А), которая подверглась резкой критике со стороны некоторых литовских психологов, но в то же время вызвала интерес читателей. Затем издала своё новое сочинение «Теория интертипных отношений». В 1980-е годы написала ряд статей по соционике, многие из которых официально были депонированы в библиотеке Академии наук Литвы (приравнивалось к публикации), но заказывались и распространялись в виде ксерокопий. С начала 80-х годов участвовала в ряде всесоюзных конференций по социологии, психологии и педагогике, докладывая и объясняя концепцию и методы соционики, экспериментальные результаты, выступала с лекциями в ряде городов Литвы, России и Украины. Это привело к появлению ряда учеников и последователей Аугустинавичюте, не только гуманитариев — педагогов, психологов и социологов, но и специалистов в области кибернетики, бионики, программирования, теории систем, моделирования искусственного интеллекта. Доклад её учеников из Каунаса под руководством начальника отдела Каунасского НИИ радиоизмерительной техники Н. Н. Медведева на 7-й Украинской республиканской научно-технической конференции по бионике, проводившейся Институтом кибернетики имени В. М. Глушкова АН УССР в 1985 году, вызвал большой интерес и острое обсуждение. В результате, в этом же 1985 году, по приглашению Института кибернетики Академии Наук УССР, Аушра Аугустинавичюте приезжала в Киев и читала ряд лекций по соционике в Институте кибернетики, позже — в Киевском государственном университете им. Т. Г. Шевченко. Это привело к возникновению Киевской школы соционики, в которую вошли кибернетики, социологи, психологи, биологи и педагоги. В 1985 году, после длительной переписки и творческого обсуждения с ленинградским математиком Г. Р. Рейниным, предположившим существование в соционе из 16-ти типов информационного метаболизма 15-ти ортогональных признаков, выпустила в депонированной рукописи статью «Теория признаков Рейнина».
В 1980-х годах её сочинения получили отклик у некоторых профессиональных психологов, особенно работающих в области психологии семьи, и цитировались в отдельных учебно-методических материалах для учителей. В 1991 году краткий вариант сочинения Аугустинавичюте «Дуальная природа человека» публиковался в массовом научно-популярном журнале «Наука и религия», тираж которого в это время составлял около 1 млн экземпляров.
В 1986 году организовала и провела в Запишкасе, под Вильнюсом, первую теоретическую и практическую школу-семинар, включавшую различные соционические эксперименты и тренинги, в которой участвовало около 40 известных в то время социоников, среди которых были социологи, педагоги, психологи, математики, философы, кибернетики, программисты, инженеры.
С 1988 года Аугустинавичюте становится председателем ряда ежегодных Всесоюзных, впоследствии международных, конференций и семинаров по соционике. Первый Всесоюзный семинар—конференция «Соционика — целенаправленное формирование коллективов» под председательством Аугустинавичюте, организованный Украинским республиканским правлением НТОРЭС им. А. С. Попова (80 участников, 34 научных доклада), состоялся в апреле 1988 года в Полтаве (Украина).
C 1996 года — научный консультант организации «Международный институт соционики» (Украина) и член редакционных коллегий издаваемых организацией научных журналов : «Соционика, ментология и психология личности», «Менеджмент и кадры: психология управления, соционика и социология», «Психология и соционика межличностных отношений». В 90-х годах также преподавала в Польском университете г. Вильнюса.
В 1995 году неправительственная общественная организация «Российская академия естественных наук» (РАЕН) начала регистрацию открытий в области общественных наук, и первым было зарегистрировано открытие в области социологии под названием «Явление самоорганизации динамических структур межличностного взаимодействия в человеческом обществе» с приоритетом от 1 октября 1980 года. Аугустинавичюте как автор открытия была награждена дипломом об открытии и медалью РАЕН имени академика П. Л. Капицы (не путать с Золотой медалью имени П. Л. Капицы РАН).
В последние годы Аушра бедствовала, Литва ей оплачивала маленькую пенсию. На соционических конференциях в 2001-02 гг. А. М. Ельяшевич собирал ей матпомощь. О данном факте он рассказывал на видео на канале "Соционика и соционики".